# Jomanda
Jomanda (* 5. Mai 1948 in Deventer; eigentlich Johanna (Joke) Wilhelmina Petronella Damman) ist eine niederländische Spiritistin und nach eigener Aussage ein heilendes Medium. Sie steht auf dem 15ten Platz auf der Liste der Quacksalber, die von der niederländischen Vereinigung gegen Quacksalberei herausgegeben wird.

## Leben
In ihrer Jugend litt Damman an einer Hautkrankheit, an deren Behandlung die Mediziner angeblich scheiterten. Erst nach einem Besuch bei einem paranormalen Heiler soll sie geheilt worden sein. Danach nahm sie ihre Karriere als Balletttänzerin wieder auf und leitete Ballettschulen. Nebenher arbeitete sie als paranormale Heilerin. Später beendete sie das Ballett und widmete sich vollzeitig der Berufung als Medium. Nach eigener Aussage besitzt sie folgende Gaben: sie ist hellsehend, -fühlend und -wissend. Dabei soll sie Hilfe von ihrem verstorbenen Vater und anderen Kräften in der 'göttlichen Welt' bekommen. Verschiedene Quellen sagen aus, dass sie eine fanatische Anhängerin des paranormalen Schriftstellers Jozef Rulof sei.

## Karriere
Damman wurde 1991 in ganz Holland bekannt nach einem Auftritt im Fernsehen. Von 1992 bis 1999 hielt sie Heilungsveranstaltungen in Tiel,  die von vielen besucht wurden. Bei diesen Treffen bestrahlte sie Flaschen mit Leitungswasser, das dadurch heilend werden sollte.
Von 1992 bis 2002 präsentierte Damman ein Radioprogramm beim Privatsender Noordzee 100.7 FM. Zuhörer konnten Wasserflaschen bestrahlen lassen, indem sie diese vor das Radiogerät stellten.

## Kritik
1994 erschien in der niederländischen Tageszeitung De Telegraaf ein Artikel der Journalistin Anja Toetenel. Sie hatte die paranormale Welt von Jomanda ein Jahr lang infiltriert und veröffentlichte ihre Befunde. Zusammengefasst soll mit den Methoden von Jomanda nur wenig stimmen. Später schrieb Toetenel über den finanziellen Gewinn des Mediums und über Leute, die nach eigenen Angaben Opfer von Jomanda geworden waren. Obwohl Damman mit Gerichtsverfahren drohte, fand diese Gegenaktion dann doch nicht statt.
Im Jahr 2000 wurde Jomanda zum Gegenstand zweier Fernsehsendungen. In der ersten Sendung wurde sie gebeten, mit dem eingestrahlten Wasser einen Doppelblindtest durchzuführen. In der zweiten Sendung wurde sie darauf angesprochen, dass sie auf ihrer Webseite ein Rezept aus Lebertran, Honig und Salbeiblättern als Mittel gegen Krebs veröffentlicht hatte.
Nach dem Tod der Schauspielerin Sylvia Millecam im Jahr 2001 kam Jomanda wieder ins Gerede wegen der Rolle, die sie während der Krankheit Millecams gespielt hatte. Die Inspektion für das Gesundheitswesen erstattete dafür im Jahr 2004 Anzeige.